# Pericoma corsicana
Pericoma corsicana és una espècie d'insecte dípter pertanyent a la família dels psicòdids, que es troba a Europa a l'illa de Còrsega.